# Kanton Blanzac-Porcheresse
Kanton Blanzac-Porcheresse (fr. Canton de Blanzac-Porcheresse) je francouzský kanton v departementu Charente v regionu Poitou-Charentes. Skládá se ze 17 obcí.

## Obce kantonu
- Aubeville
- Bécheresse
- Bessac
- Blanzac-Porcheresse
- Chadurie
- Champagne-Vigny
- Claix
- Cressac-Saint-Genis
- Étriac
- Jurignac
- Mainfonds
- Mouthiers-sur-Boëme
- Péreuil
- Pérignac
- Plassac-Rouffiac
- Saint-Léger
- Voulgézac